# Blaaskwintet (Kvandal)
Het Blaaskwintet van de Noorse componist Johan Kvandal ging op 9 november 1971 in première.
Kvandal begon met het schrijven van het blaaskwintet toen hij nog in Berlijn verbleef. Hij schreef het werk met een Duitse vrouw als inspiratiebron. Het is geschreven op verzoek van het Oslo blaaskwintet (Oslo Blåsekvintett). De tegenprestatie bestond uit 25 flessen wijn. In dat kwintet speelde toen ook fluitist Per Øien mee, voor wie Kvandal eerder zijn Concert voor dwarsfluit en strijkorkest schreef. Het blaaskwintet valt voor wat betreft de stijl buiten de gangbare stijl van componeren, die in 1971 gehanteerd werd. Veel componisten uit Europa hadden zich gewend tot de moderne stijlen, zo niet Kvandal. Hij staat er om bekend dat hij nieuwe componeertechnieken probeerde in te passen in tonaliteit.
Het blaaskwintet kent vier delen:
- Prelude – Largo
- Presto
- Adagio ma non troppo
- Allegro assai.

Het werk is diverse malen opgenomen:
- Noors blaaskwintet voor Simax
- Oslo blaaskwintet voor Naxos